# Rodrigo Taddei
Pour les articles homonymes, voir Taddeï.
Rodrigo Taddei est un ancien footballeur italo-brésilien né le 6 mars 1980 à São Paulo au Brésil. Il évoluait au poste de milieu latéral ou d'arrière latéral.

## Carrière

### En équipe nationale
Malgré de bonnes prestations en Serie A, Taddei n'a jamais été sélectionné avec l'équipe du Brésil. Il possède également la nationalité italienne.

## Palmarès
| - SE Palmeiras - Coupe du Champion - Vainqueur : 2000 - Championnat Rio-São Paulo - Vainqueur : 2000 - Copa Libertadores - Finaliste : 2000 - Copa Mercosur - Finaliste : 2000 |  | - AS Roma - Coppa Italia - Vainqueur: 2007 et 2008 - Supercoppa Italia - Vainqueur: 2007 AC Sienne - - Serie B - Champion : 2003 |  | - AS Rome - Serie A - Vice-champion : 2006, 2007 et 2008. - Coupe d'Italie - Vainqueur : 2007, 2008. - Finaliste : 2006, 2010. - Supercoupe d'Italie - Vainqueur : 2007. - Finaliste : 2006. |